# Giacomo Perlasca
Giacomo Perlasca, nome di battaglia "Capitano Zenith" (Brescia, 19 dicembre 1919 – Brescia, 24 febbraio 1944), è stato un ufficiale, partigiano e antifascista italiano, medaglia d'argento al valor militare.
Tra l'ottobre del 1943 e il gennaio del 1944 coordina i piccoli gruppi di ribelli in Valsabbia e organizza alcune azioni nella zona. Nel febbraio 1944 viene catturato e giustiziato a Brescia.

## Biografia
Giacomo Perlasca nasce a Brescia il 19 dicembre 1919 da Francesco e Gina Vimercati, originari di Como. Il padre, Francesco (1868-1936), promuovendo opere benefiche nel 1923 fonda un banco poi assorbito dall'Unione Bancaria Nazionale che nel 1932 è costretta al fallimento per le difficoltà frapposte dal regime fascista. Dopo aver studiato al collegio “Cesare Arici”, si iscrive alla facoltà di ingegneria al Politecnico di Milano, ma nel 1941 si arruola volontario. Inquadrato nel Regio Esercito, entra a far parte del corpo degli alpini come sottotenente del 4º Reggimento Artiglieria Alpina a Riva del Garda. L'8 settembre 1943 si trova a Roma, viene fatto prigioniero dai tedeschi ma riesce a fuggire in un parapiglia e raggiunge avventurosamente, il 14 settembre, Brescia.
Il 22 settembre decide di entrare nella Resistenza. Si rivolge ai padri della Pace che lo mettono in contatto con la nascente organizzazione clandestina. Alla fine di ottobre inizia la sua attività partigiana come comandante e coordinatore delle formazioni Fiamme Verdi in Valle Sabbia e Valtenesi, col nome di battaglia “Franco Zenith” e “Capitano Zenith”. Promuove la costituzione di nuove formazioni stabilendo un collegamento con la Svizzera per permettere ai prigionieri alleati di fuggire dall'Italia, inoltre dirige a Rocca d'Anfo colpi di mano su autocolonne ed attrezzature del nemico.
Va alla ricerca di armi nelle cascine e nei boschi di quelle lanciate l'8 dicembre dagli Alleati e finite per errore in Val Degagna anziché in Val di Vesta. Ma con il suo vice comandante Bettinzoli cade ben presto nella rete della polizia.
A causa di una delazione, viene arrestato dai tedeschi il 18 gennaio 1944 a Brescia per opera di fascisti in via Moretto e quale organizzatore di bande armate ma anche per contatti col nemico. Il 14 febbraio 1944 viene processato dal Tribunale Militare tedesco di Brescia viene condannato a morte assieme a Bettinzoli. Pur avendo sottoscritto la domanda di grazia e nonostante i tentativi compiuti soprattutto dalla madre per ottenere la commutazione della pena, il mattino del 24 febbraio 1944 alle otto Perlasca e il Bettinzoli vengono portati in automobile al maneggio della ex caserma del 77º Reggimento Fanteria, attuale caserma Randaccio, dove poco dopo vengono fucilati.
Teresio Olivelli, su Il Ribelle, periodico delle Fiamme Verdi, lo ricorda con queste parole: 
(Il Ribelle 1944)

## Perlasca e la resistenza nella Valsabbia (ottobre 1943 - gennaio 1944)

### La situazione delle bande in Valsabbia subito dopo l'armistizio
Subito dopo l'8 settembre 1943 in Valsabbia, spontaneamente e autonomamente, si formano i primi gruppi di ribelli. In questa fase tali gruppi sono da considerare più delle bande che dei gruppi organizzati, malgrado ci siano alcuni tentativi di organizzare la rivolta anche se con scarso successo. Questi gruppi sono formati sia da sbandati, ovvero soldati dell'esercito italiano che dopo l'8 settembre sono tornati in valle dalle loro dislocazioni originarie e che si rifugiano per non essere deportati in Germania dai nazisti, sia da cittadini delle popolazioni locali ostili al regime. I quali, prevedendo la sconfitta dei repubblichini, volevano dare una speranza di riscatto agli italiani che stavano per essere liberati dagli Alleati.
In una evoluzione sempre maggiore, il primo tentativo di coordinare le bande è di Giorgio Oliva, originario di Vestone. Poco dopo si aggiunge André Petitpierre che organizza la prima azione alla Rocca d'Anfo per recuperare armamenti necessari alla rivolta. Con Petitpierre si iniziano a organizzare i primi contatti tra i gruppi della Valsabbia e la città. A fine ottobre Petitpierre viene inviato in Svizzera dal CLN bresciano per coordinare il collegamento tra gli Alleati e i partigiani delle valli.
Dopo la sua partenza, nei mesi di ottobre e novembre, viene a mancare un'organizzazione centralizzata dei gruppi di ribelli della Valsabbia ma dopo la seconda metà di novembre l'organizzazione viene garantita in maniera continuativa da Perlasca e Bettinzoli. Questo tuttavia solo dopo la costituzione del Comando delle Fiamme Verdi avvenuta a Brescia in novembre.

### La coordinazione di Perlasca e Bettinzoli dopo la costituzione del Comando Fiamme Verdi
In questo contesto di scarsa organizzazione dei gruppi, la costituzione del Comando delle Fiamme Verdi è di grande impulso per la resistenza, in particolare nella Valsabbia. Perlasca e Bettinzoli, prima dell'incarico ottenuto dal Comando delle Fiamme Verdi, erano già presenti in valle ma le loro mansioni si limitavano allo stabilire contatti e collegamenti tra alcuni esponenti del movimento ribellistico della Valsabbia.
Dopo la creazione delle Fiamme Verdi si risolvono i maggiori problemi organizzativi dei gruppi già esistenti in valle e vengono avviati contatti sia pur precari e difficili con la città. Da questo momento l'azione di Perlasca e Bettinzoli ha un carattere organizzativo e questo rende possibile l'aggregazione sotto una sola organizzazione dei molti sbandati e dei gruppi esistenti. Grazie alla presa in carico dell'organizzazione da parte di Perlasca e Bettinzoli, nel gennaio del 1944 è possibile realizzare delle attività di guerriglia. Questa nuova organizzazione delle azioni viene subito avvertita da tutti i gruppi attivi in valle. Una volta terminata la guerra, Severino Liberini stende una relazione dove afferma: 
Da questo momento si tengono molti incontri dove si discute soprattutto di problemi organizzativi, si stabiliscono i nomi di battaglia e le parole d'ordine ma anche il recapito delle staffette, si fa l'inventario delle armi e delle munizioni e si individuano i punti stradali più favorevoli in cui effettuare azioni contro i fascisti. Grazie all'influenza di Perlasca si stabiliranno anche dei contatti con un gruppo di resistenti sorto e stanziato a Vobarno. Per facilitare i contatti e l'organizzazione delle riunioni, durante questi incontri si decide che Perlasca, quando si trova in Valsabbia, si stabilisca a Vestone nella casa di Maria Guerra (madre di Giorgio Oliva) o a Presegno, nell'abitazione di Antonio Zanaglio, detto "il lungo". Perlasca organizza una spedizione a Capovalle per recuperare dei muli lasciati dagli alpini scappati dopo l'8 settembre. Bettinzoli e Valerio Mor si occupano di mantenere i contatti con il comando di Brescia e di recuperare cibo e vestiario. In particolare Bettinzoli il 5 dicembre dà l'incarico a Valerio Mor di trasportare generi alimentari dalla pianura e pochi giorni dopo anche del vestiario.

### L'aviolancio dell'8 dicembre e le operazioni di recupero
Alla fine di ottobre Petitpierre viene incaricato dal CLN di Brescia di gestire i contatti con gli alleati e molto probabilmente, grazie a questo lavoro di collegamento, già dalla fine di novembre i gruppi erano in attesa dell'invio di armi in Valsabbia. Inizialmente venne individuato un campo a Vesta di Cima dove lanciare i rifornimenti e viene valutato “scomodo perché distante, ma abbastanza sicuro ed esteso”. Il lancio sembrava imminente già agli inizi di novembre, infatti alcuni uomini partono da diverse località (Nozza organizzati da Ferremo, da Lavenone, Idro e Anfo) per raggiungere il campo a Vesta di Cima. Una volta arrivati sul posto, questi gruppi rimangono ad aspettare per quindici giorni ma il volo viene rimandato diverse volte a causa del maltempo. Il campo rimane controllato fino al 28 novembre, dopodiché i gruppi devono scappare a causa di una notizia di rastrellamento della Feldgendarmerie che in effetti sarebbe avvenuto il giorno successivo.
L'8 dicembre Liberini riceve una telefonata da Perlasca che gli chiede di preparare un gruppo per il recupero del materiale lanciato dagli Alleati. Il gruppo di quattro uomini si prepara a partire dal lago d'Idro ma nel frattempo “verso le 19 un aereo sorvola e gira per due volte da Vobarno a Degagna e al secondo giro il Poli, data la bassa quota dell'apparecchio, può individuare bene la sua direzione fra Gardoncello e Degagna. Il lancio doveva riuscire alla perfezione se non fosse stato sganciato qualche attimo prima, ingannati [gli aviatori] dal fuoco di carbonai situati fra Prato della Noce e Campiglio. Vari paracadute con venti quintali di materiale scendono nella notte lungo la valletta che da Degagna conduce a Campiglio”. In realtà il lancio doveva avvenire in un altro posto (Vesta di Cima) ma all'ultimo istante gli aviatori decidono di cambiare campo di atterraggio.
Il materiale paracadutato è suddiviso in casse di armi e materiale utile e una volta atterrato, i montanari della zona intercettano il carico e sottraggono il materiale utile (non le armi) e lo nascondono nelle loro case e fienili. La notte del 10 novembre alcuni elementi delle bande Valsabbine si recano nella zona del lancio e constatano la mancanza di gran parte del materiale lanciato. Per questo motivo avvertono il Comando di Vestone e decidono di ritornare il 12 dicembre con un contingente di uomini maggiore per fare pressione sulle popolazioni della zona, usando anche le maniere forti con lo scopo di ottenere tutto il materiale nascosto.
Dopo avere effettuato approfondite perquisizioni nelle case e dopo avere minacciato di morte i responsabili del furto, i partigiani riescono a recuperare il materiale utile tra cui doveva esserci anche una radio che però, malgrado le approfondite ricerche, non viene trovata. Tutto il materiale recuperato viene portato provvisoriamente nell'abitazione di Pietro Franzoni e da qui, prima le armi e poi il resto, De Martin e Boldini, aiutati da Bernardo e Cesare Butturini, trasportano tutto a Monte Spino. Per il trasporto i quattro requisiscono un cavallo e un mulo e lo spostamento del materiale avviene poco prima del Natale 1943. Le armi vengono suddivise e nascoste in tre grotte molto ben nascoste sul Forcello, un monte vicino allo Spino. Nei primi giorni di gennaio del 1944 un gruppo di Sabbio Chiese col comando di Perlasca e Bettinzoli, ritira le armi da queste grotte e le trasporta in Valtrompia senza alcun problema. Un altro carico di armi viene nascosto in una caverna vicino a Vobarno e poi spostato nel fienile di Pietro Bertoletti sul monte Gardoncello. Un'altra parte delle armi viene nascosta nel fienile di Enrico Zuaboni sul monte Trat. Per sorvegliare le armi e i materiali nascosti, Boldini, De Martin, Federici e i fratelli Butturini per qualche giorno si fermano in una cascina disabitata.
L'aviolancio, ma soprattutto il trattamento ricevuto dai montanari per ottenere il materiale nascosto ma anche la presenza stessa delle armi arrivate col lancio l'8 dicembre 1943, provoca parecchie resistenze nei montanari della Degagna che denunciano ai Carabinieri i fatti avvenuti. La denuncia allarma i fascisti e di conseguenza i tedeschi e questo provoca un grave senso di insicurezza nei resistenti.
Negli ultimi giorni di dicembre del 1943 Perlasca si ammala e decide di recarsi a Brescia dove rimane per tutto il periodo di malattia, durante il quale probabilmente incontra Francesco Brunelli a cui parla della sua intenzione di non ritornare più in Valle Sabbia e ipotizza di passargli il comando. Mentre Perlasca è a Brescia ammalato, durante le operazioni di ricerca delle armi, Bettinzoli prende il comando. Dopo aver incontrato Brunelli, Perlasca decide di andare a Brescia e di prendere contatti diretti col comando. Lo scopo di questo spostamento è di evitare l'arresto in quanto Perlasca inizia a rendersi conto che dopo la denuncia dei montanari per i fatti della Degagna, i ribelli rischiano la cattura in qualsiasi momento.
A seguito di questa denuncia, nei primi giorni di gennaio 1944 a Brescia i fascisti fanno i primi arresti che terminano il 6 gennaio. Dopo questi arresti, tra l'11 e il 16 gennaio iniziano i primi rastrellamenti in Valsabbia e Valtrompia che però non producono alcun risultato. Durante questi rastrellamenti, il 13 gennaio, mentre altri gruppi erano intenti a nascondere le armi, una pattuglia composta da sei militi forestali sorprende e cattura nel fienile del Monte Spino Mario Boldini e altri 4 compagni di Perlasca che qui si erano installati per sorvegliare le armi nascoste nelle grotte. Dopo l'arresto vengono tutti portati a Gargnano e consegnati al Comando delle SS. Nel comando vengono sottoposti a torture e interrogatori ma non cedono e, dopo l'esecuzione di Boldini, vengono portati alle carceri giudiziarie di Brescia.

### Gli arresti del gennaio 1944 e la cattura di Perlasca e Bettinzoli
Il 14 gennaio metà delle armi recuperate in seguito alle vicende della Degagna, come già detto, viene nascosta nella casa di Ebenestelli a Forno D'Ono e l'altra metà viene nascosta 
 
La notte tra il 17 e il 18 gennaio viene effettuata l'ultima spedizione di ex prigionieri in Svizzera, condotta da Perlasca e Bettinzoli e lo stesso giorno Perlasca, come unico rifornimento, porta con sé della farina ad Ennio e Flavio Doregatti a Forno d'Ono. Toni racconta 
Nei tre giorni successivi alla morte di Mario Boldini, avvenuta il 14 gennaio 1944, vengono identificati e catturati i gruppi maggiormente attivi ed esposti della Valsabbia. Questi arresti segnano una grave crisi delle Fiamme Verdi valsabbine che culmina il 18 gennaio con la fuga alle 5 del mattino di Perlasca, Bettinzoli, Giulio Ebenestelli e Valerio Mor dalla località Forno in direzione Brescia viaggiando in bicicletta ed evitando un posto di blocco a Vestone. Il gruppo verso le 8:30 giunge a Brescia nei pressi dell'Istituto Pastori dove si trova un posto di blocco dei fascisti. Perlasca si occupa di gestire la situazione con i fascisti e dopo essere stati attentamente osservati dal gruppetto di militi, uno di essi ordina di lasciarli passare. Gli «amici» di cui Perlasca si fidava gli permisero di entrare in città, ma al solo scopo di arrestarlo in seguito assieme alle persone che avrebbero avuto dei contatti con lui. Superato questo posto di blocco, Ebenestelli e Mor girano senza meta per la città e, dopo avere sostato brevemente in casa di Mor, Ebenestelli si dirige a Bornato e Mor a Gussago per rifugiarsi presso parenti. Perlasca invece va a trovare Alda Prosperina Mafezzoni nella sua casa in via Elia Capriolo a Brescia. Alda racconta che progettavano di fuggire in treno a Milano ma che Perlasca era intenzionato a ritornare a casa dalla fidanzata. Alda però lo sconsiglia di andare in quanto, gli disse, la casa era sicuramente controllata. Il giorno successivo Alda si reca in stazione e, prima di partire, aspetta inutilmente Perlasca ignara del fatto che la notte precedente, poco dopo avere lasciato la sua casa, era stato arrestato dalla banda di Ferruccio Sorlini in via Moretto sul tragitto che porta alla casa di Maria Boccardi, una sua vecchia domestica.
Più tardi, sempre il 18 gennaio alle 13:30, anche Bettinzoli viene arrestato nella sua casa in via Bottonaga. Bettinzoli e Perlasca, come gli altri resistenti arrestati nei giorni precedenti, vengono radunati dalla banda di Ferruccio Sorlini e dalla Feldgendarmerie nella caserma dell'Arsenale “Gnutti” in via Crispi, 10 che fungeva da carcere giudiziario.

### Il processo e la fucilazione di Perlasca e Bettinzoli
Il 17 gennaio Liberini incontra De Martin e riesce a scambiare con lui brevi parole. La stessa sera Manlio Poli viene rinchiuso nella cella di Liberini e lo stesso Liberini informa degli arresti di Vestone e il 21 gennaio 1944. Successivamente Liberini e Valsuani vengono interrogati come Perlasca, nelle prigioni della caserma Arsenale “Gnutti” di via Crispi dove viene crudelmente torturato tanto che, il 24 gennaio, quando viene trasferito a Canton Mombello, 
(Testimonianza orale di Renzo Laffranchi)
Il 23 gennaio Perlasca scrive la prima lettera dal carcere destinata alla madre:
sono da qualche giorno qui dove mi trovo bene, ma ora mi trasferiscono alla Feldgendarmerie. Immagino le tue lacrime alla notizia del mio fermo e comprendo bene il tuo dolore; scusami se egoisticamente ho agito senza pensare a te: sii forte anche in questa prova che il Signore ti manda ed abbi fiducia nella Provvidenza; mi si aiuta molto e tutto finirà presto: abbi fiducia come l'ho io.»
Si susseguono diversi interrogatori e Perlasca si dimostra sempre ottimista con tutti, assumendosi tutte le responsabilità e non coinvolgendo nessun compagno nelle accuse che gli venivano rivolte.
Gli imputati vengono processati il 14 febbraio con l'accusa di organizzazione di avere organizzato bande armate e di intelligenza col nemico.
Giacomo Perlasca, Mario Bettinzoli e Giulio De Martin vengono condannati a morte ma del processo non è stato possibile rintracciare né i verbali né il dispositivo della sentenza. Nel frattempo il padre di Bettinzoli e la madre di Perlasca fanno tutto il possibile per ottenere una commutazione della pena, ma tutto risulta inutile. Il 23 febbraio le domande di grazia di Perlasca e Bettinzoli vengono respinte.
Dopo la condanna dei due, le famiglie cercano invano di contattarli e solo la madre di Perlasca ottiene un colloquio col figlio, per questo si reca a Brescia assieme alla sorella e alla fidanzata Mimy. L'ultimo incontro con i familiari avviene la sera del 23 febbraio 1944.
Il 23 febbraio Perlasca scrive la lettera dal carcere destinata alla madre in cui nomina anche sua sorella e la fidanzata Mimy.
ormai credo che non mi resti più molto tempo: checché si dica e si faccia sono conscio della mia sorte. Fatti animo, coraggio e supera la crisi. Per quanto riguarda me non ti affliggere: ho fede, sono rassegnato e la misericordia di Dio è tale che certo mi salverà. In cielo ho già un forte sostenitore della mia causa: Papà non mi ha mai abbandonato ed ora più che mai mi è vicino. Il mio spirito è pronto.
Anche alle sorelle mi rivolgo colle stesse espressioni di affetto; ad esse affido la mia Santa Mamma perché la curino, la seguano e la conservino: è una consegna che vi do. A Gigi una raccomandazione particolare, perché è attualmente l'unico maschio a casa: a lui l'onore della protezione della famiglia: sia sempre buono e bravo come è stato e si ricordi dell'esempio di Papà.
Amate tutti la mamma e tenetevela molto cara, riparate le sofferenze che io involontariamente le ho date.
Pensate che non finisco di vivere: ma inizierò un'altra vita senza termine e che da là noi rimarremo sempre in comunicazione tramite la preghiera, e che poi tutti ci riuniremo.
Quando Giuseppe ritornerà, portategli il mio saluto più caro e più affettuoso. Mi raccomando a tutte le vostre preghiere perché possa raggiungere presto la meta.
Lascio la mia adorata Mimy con un dolore certo per lei incancellabile: abbiatene sempre cura perché mi ha amato con tutto il cuore e tutto l'affetto che una donna può dare.
È già di famiglia perché già era mia e il mio cuore pulsava con il suo.
Domando perdono a tutti coloro che posso aver offeso volontariamente o involontariamente. Non ho nessuno da perdonare perché sono sempre stato in armonia con tutti.
Bacio ed abbraccio tutti uno ad uno e vi benedico.
Mamma: quando avrai la triste notizia benedicimi e prega per me sempre. Olimpia, Elvira, Anna, Mimy, Gigi siate sempre buoni ed abbiate fede: Giuseppe ne ha sempre avuta ma le prove che avrà dovuto sostenere lo avranno rinsaldato certamente.
Saluto tutti, parenti, amici, conoscenti senza eccezioni e mi raccomando alle preghiere dei buoni.
Di nuovo un abbraccio affettuosissimo.
Giacomo
Saluti a Maria e a Don Piero.
P.S. Mamma fai scegliere alla mia Mimy qualcosa di mio che mi ricordi per sempre e tienila per figlia al posto mio.»
Alle otto del mattino del 24 febbraio 1944 Perlasca e Bettinzoli vengono portati in automobile al maneggio della ex caserma del 77º Reggimento Fanteria, attuale caserma Randaccio, dove poco dopo vengono fucilati.
Durante il marzo e l'aprile del 1944 la situazione all'interno del corpo delle Fiamme Verdi precipita a causa della scomparsa di Perlasca e degli arresti di tutti i componenti rimasti. Sul terreno preparato dall'attività dei primi gruppi, e in particolare dallo sforzo organizzativo di Perlasca e Bettinzoli, dopo molte avversità come la durezza dell'inverno e la repressione, si innestano le formazioni che nell'estate del 1944 costituiscono la brigata «Giacomo Perlasca».

## La Brigata Perlasca
La Brigata si costituisce ufficialmente il 1 agosto 1944, ma le sue origini risalgono all'autunno del 1943 grazie ai gruppi organizzati da Giacomo Perlasca e Mario Bettinzoli.
Dopo la morte di Giacomo Perlasca, il suo nome viene attribuito a una delle formazione delle Brigate Fiamme Verdi chiamata appunto Brigata Perlasca. Con un organico di 280 uomini e operante tra la Valle Sabbia e la Valle Trompia, alla fine del conflitto conterà una trentina di caduti.

## Riconoscimenti
Una brigata delle Fiamme Verdi nata durante l'estate del 1944 ha preso il suo nome. La città di Brescia ha dedicato il nome di un quartiere a Giacomo Perlasca. Anche l'Istituto di Istruzione Superiore di Idro-Vobarno (BS) e la Scuola Secondaria di Primo Grado di Rezzato (BS) sono stati intitolati a Giacomo Perlasca.
Per delibera dei Consiglio comunale di Brescia, la via che congiunge via U. Ziliani con via E. Margheriti (quartiere Lamarmora) è stata denominata via Giacomo Perlasca. Gli è stato dedicato anche un sentiero in zona Forno d'Ono.

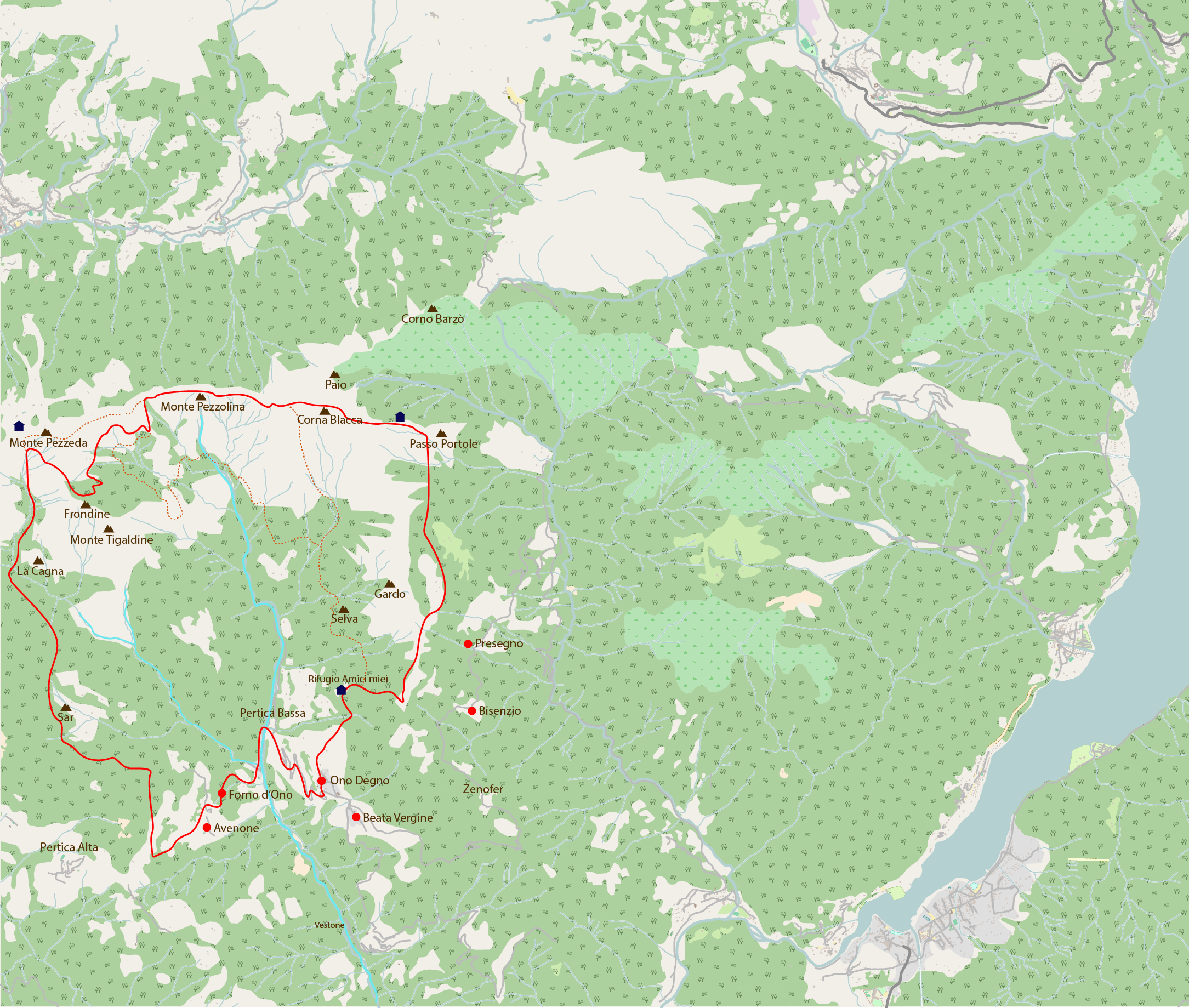
Tracciato del sentiero "Giacomo Perlasca"